# Arctophyto cinerea
Arctophyto cinerea is een vliegensoort uit de familie van de sluipvliegen (Tachinidae). De wetenschappelijke naam van de soort is voor het eerst geldig gepubliceerd in 1899 door Coquillett.